# GoldBug
GoldBug es un cliente de mensajería instantánea seguro de código abierto y multiplataforma, basado en el protocolo llamado echo y con un núcleo spoton. Usa una fuerte multi-encriptación  con diferentes capas de encriptación de las librerías crypto (como libgcrypt, GnuPG) y OpenSSL. Además, la aplicación ofrece un correo electrónico descentralizado y encriptado, así como también un cliente de IRC, es decir, un chat público y descentralizado, basado en el protocolo echo.